# Ořechov, Žďár nad Sázavou
Ořechov là một làng thuộc huyện Žďár nad Sázavou, vùng Vysočina, Cộng hòa Séc.